# Clinopodium album
Clinopodium album — вид квіткових рослин з родини глухокропивових (Lamiaceae).

## Поширення
Ареал: Албанія, Угорщина, Італія, захід колишньої Югославії.
Росте в первинній літофільній рослинності, на вапняку, та частково зміцнених скелях, рідше на стінах, на ґрунтах, дуже сухих влітку, приблизно на висотах від 100 до 900 метрів.